# Loi de la maison impériale
La loi de la maison impériale (皇室典範, Kōshitsu Tenpan) de 1947 est une loi japonaise qui régit la l'ordre de succession impérial, les membres de la famille impériale et plusieurs autres questions relatives à l'administration de la maison impériale.

## Passage de la loi
La loi fut mise en place le 16 janvier 1947 durant l'ère Shōwa lors de la dernière session de la Diète impériale. Cette loi remplace la précédente de 1889 qui bénéficiait d'un statut égal avec la constitution Meiji et ne pouvait être amendée que par l'empereur. La nouvelle loi est clairement subordonnée à la constitution du Japon qui entre en vigueur le 3 mai 1947. Le chapitre 1 : article 2 de la constitution déclare : « Le trône impérial devra être dynastique et en conformité avec la loi de la maison impériale passée par la Diète. »

## Rédaction et but
Rédigée par le gouvernement du Premier ministre Shigeru Yoshida durant l'occupation du Japon, la loi a pour but de régir la famille impériale en accord avec la constitution rédigée par les Américains en 1946.
Selon l'article 88 de la nouvelle Constitution : « tous les biens de la famille impériale appartiendront à l’État », la famille impériale ne disposait ainsi plus des ressources financières nécessaires à l’entretien des 11 branches collatérales. 90% des 3,7 milliards de yens (de l'époque) d'avoirs de l'empereur Hirohito avaient été versés dans les caisses de l'État au titre de l'impôt sur le capital. Les 7,9 millions de yens d'avoirs de la branche Fushimi-no-miya avaient eux été imposés au taux de 85 % après déduction des dettes.
La loi a pour effet de réduire considérablement l'adhésion des membres de la maison impériale à la famille proche de l'empereur Hirohito, sa mère veuve, et les familles de ses trois frères. Elle abolit les branches de la famille impériale (shinnōke et ōke) qui étaient par tradition une réserve de sécurité de successeurs au trône s'il n'y avait pas d'héritier. Les 51 membres des 11 branches renoncèrent à leur statut impérial, furent retirés de la famille impériale et inscrits comme citoyens ordinaires le 14 octobre 1947.
Parmi les 51 personnes exclues, 40 ont reçu une compensation exceptionnelle, pour un total de 47,5 millions de yens. Les personnes qui avaient un dossier militaire n'y ont pas eu droit. Elles durent néanmoins vendre leurs biens pour survivre. Ainsi les terres de la branche Fushimi-no-miya sont devenues l'Hotel New Otani Tokyo, et celles de la branche Takeda-no-miya le Grand Prince Hotel Takanawa (en).
La nouvelle loi conservait le principe de patrilinéarité mentionné dans la loi de 1889 et la constitution Meiji. Elle limite la succession aux seuls fils, petits-fils et descendants légitimes de l'empereur. Auparavant, les fils et petit-fils de l'empereur nés de concubines et leurs descendants mâles pouvaient succéder au trône. Bien que l'histoire du Japon comprenne huit impératrices régnantes, leurs successeurs étaient souvent choisis parmi les mâles de la lignée paternelle, c'est pourquoi certains historiens affirment que les règnes de ces femmes étaient temporaires et que la tradition de l'exclusivité pour les garçons devait être maintenue au XXIe siècle. L'impératrice Genmei (661-721) à qui succéda l'impératrice Genshō (680-748) reste la seule exception à cet argument.
La loi contient de plus des dispositions pour réguler l'extension future de la famille impériale, et donc la charge financière sur l'État.
Les chapitres de la loi de la maison impériale aborde les questions suivantes : 
- l'ordre de succession au trône ;
- l'établissement d'une régence si l'empereur est mineur ou s'il souffre d'une maladie grave ;
- l'adhésion des membres de la famille impériale ;
- la composition du conseil de la maison impériale ;
- les titres tenus par l'empereur et les membres de la famille impériale ;
- les mariages de l'empereur, du prince héritier, et des princes de sang ;
- les rites des funérailles impériales, des mausolées impériaux, et l'entretien du registre de la famille impériale.

Le chapitre 1 : article 1 de la loi de la maison impériale déclare :  « Le trône impérial du Japon est réservé aux descendants mâles légitimes de la lignée mâle des ancêtres impériaux. » La ligne de succession est détaillée dans l'article 2 comme :
- le fils aîné de l'empereur ;
- le petit-fils de l'empereur ;
- les autres descendants du fils aîné de l'empereur ;
- le second fils de l'empereur et ses descendants ;
- les autres descendants de l'empereur ;
- les frères de l'empereur et leurs descendants ;
- les oncles de l'empereur et leurs descendants[4].